# Cacique Pipatón
Cacique Pipatón (siglo XVI- Bogotá 1612) fue un cacique colombiano, de la tribu de los Yariguíes, en el actual territorio de Barrancabermeja (Santander).

## Biografía
Fue conocido como el Cacique de los talones alados. Recibió el cacicazgo de Beto, aproximadamente a sus 20 años.En los años 1600 ejercieron una resistencia a la conquista española a través de incursiones sucesivas contra las caravanas de comercio español por el río Magdalena, incluyendo 170 muertos de un ejército de 900 hombres que comandaba Gonzalo Jiménez de Quesada. Por lo cual en 1601 se realizó una campaña militar dirigida por Luis Henríquez, a través de tres frentes junto a 220 soldados españoles, donde se capturo por primera vez al Cacique Pipatón, algunas de sus mujeres y 100 indígenas. Además Henríquez fundó, acompañado de Juan de Campos a Barrancabermeja, para profundizar la conquista. Se fugaría de los españoles para volver a liderar la resistencia indígena. Fue capturado por segunda vez el 8 de junio de 1616, junto a sus hijos, con quienes murió en un convento de Bogotá por enfermedades. En la resistencia también fue importante el papel de su esposa, la cacica Yarima. Pertenecientes al pueblo de los Yariguíes que combatieron durante 400 años hasta su extinción a principios del siglo XX.

## Homenajes
- En Barrancabermeja (Santander) se encuentra una plazoleta, un barrio y un monumento junto a la Princesa Yarima con su nombre.[16][17]
- Se han celebrado varios festivales y premios con su nombre.[18]
- Se creó una serie de cómic de superhéroes en su honor.[19]y un cortometraje llamado Pipatón El Guerrero Inmortal el cual ha sido nominado a varios festivales de cine
- La novela Pipatón, el cacique de los talones alados, escrita por Elmer Pinilla Galvis.
- El Ejército Nacional de Colombia nombró el batallón de la Séptima División en Puerto Berrio (Antioquía) con su nombre.[20]
- El Bloque Magdalena Medio de las FARC-EP denominó uno de sus grupos con su nombre.[21]